# Nian Yun
Nian Yun (China, 9 de octubre de 1982) es una nadadora china retirada especializada en pruebas de estilo libre, donde consiguió ser subcampeona olímpica en 1996 en los 4x100 metros.

## Carrera deportiva
En los Juegos Olímpicos de Atlanta 1996 ganó la medalla de plata en los relevos de 4x100 metros estilo libre, con un tiempo de 3:40.48 segundos, tras Estados Unidos y por delante de Alemania (bronce).